# 焦毓瑞
焦毓瑞（？—1685年），字輯五、石虹，山東省濟南府章丘縣（今山東省章丘縣）人，清朝政治人物、进士出身。
順治三年（1646年）中舉，順治四年（1647年）登进士。顺治六年（1649年）改國史院庶吉士。顺治八年（1651年）任廣東道監察御史，顺治九年（1652年）督理京通二倉監察御史。顺治十年（1653年）改宣大巡按御史、巡按宣大兼理學政。顺治十三年（1656年）任河東巡鹽御史、顺治十七年（1660年）改雲南道監察御史。康熙元年（1662年）掌河南道監察御史。康熙十二年（1673年）任廣西道監察御史、太常寺少卿、左通政。康熙十三年（1674年）改太僕寺卿。康熙十七年（1678年）任太常寺卿。康熙十八年（1679年）任通政使。同年，改左副都御史、刑部右侍郎、兵部右侍郎、兵部左侍郎。康熙二十三年（1684年）改戶部右侍郎，后改戶部左侍郎。